# Ć
O  Ć  (minúscula: ć) é uma letra (C latino, adicionado de um acento agudo) utilizada nos alfabetos polaco, servo-croata, bielorrusso latino, e no alfabeto Sorábio.
Em polonês, representa um fonema inexistente no português, assemelhando-se ao ts do italiano, como em pizza, . Esta letra marca o infinitivo nos verbos poloneses em suas terminações, como por exemplo no verbo być (ser/estar) e no verbo robić (fazer).
Em servo-croata, é a consoante que aparece na terminação de quase todos os sobrenomes, como Petković, Milošević, Bregović, Đoković, Čavić, Ibrahimović, e possui um som similar ao č.